# Rết Việt Nam
Rết Việt Nam (Scolopendra subspinipes) là một loài rết rất lớn được tìm thấy ở khắp Đông Á. Một trong những loài phổ biến rộng rãi nhất trong chi Scolopendra, loài này cũng được tìm thấy trên hầu hết các khu vực đất liền xung quanh và trong Ấn Độ Dương, tất cả các vùng nhiệt đới và cận nhiệt đới châu Á từ Nga đến các đảo của Malaysia và Indonesia, Úc, Nam và Trung Mỹ, các đảo Caribe, và có thể là một phần của miền Nam Hoa Kỳ. Tuy nhiên, bao nhiêu của phạm vi này là tự nhiên và bao nhiêu là do con người du nhập là không rõ ràng. Với phạm vi địa lý rộng và nhiều biến thể màu sắc, loài này được biết đến với nhiều tên gọi phổ biến bao gồm rết đầu đỏ Trung Quốc, rết rừng, rết chân cam và rết đầu đỏ.
Nó là một trong những loài rết lớn nhất với chiều dài tối đa là 20 cm. Loài rết này là một kẻ săn mồi năng động, hung dữ, săn bất kỳ con vật nào mà nó chế ngự được.

## Mô tả
Đây là một loài lớn có thể phát triển chiều dài lên đến 20 cm. Nó có các biến thể màu sắc. Cơ thể của nó thường có màu đỏ hoặc nâu đỏ với các chân màu vàng hoặc vàng cam. Cùng đặc điểm chung với các thành viên khác của chi Scolopendra, nó có 22 đoạn cơ thể với mỗi đoạn có một đôi chân. Một cặp chân đã được sửa đổi được gọi là chân chẩm có thể được tìm thấy trên đầu, được bao phủ bởi một tấm chắn phẳng và có một cặp râu. Đây là công cụ chính mà rết sử dụng để giết con mồi hoặc để phòng thủ, vì chúng có móng vuốt sắc nhọn nối với các tuyến nọc độc. Rết thở qua các khe hở dọc theo hai bên cơ thể. Các lỗ này có dạng hình tròn hoặc hình chữ S. Chúng có cặp mắt đơn giản với thị lực kém, vì vậy chúng phụ thuộc nhiều hơn vào xúc giác và cơ quan thụ cảm hóa học của chúng.

## Môi trường sống

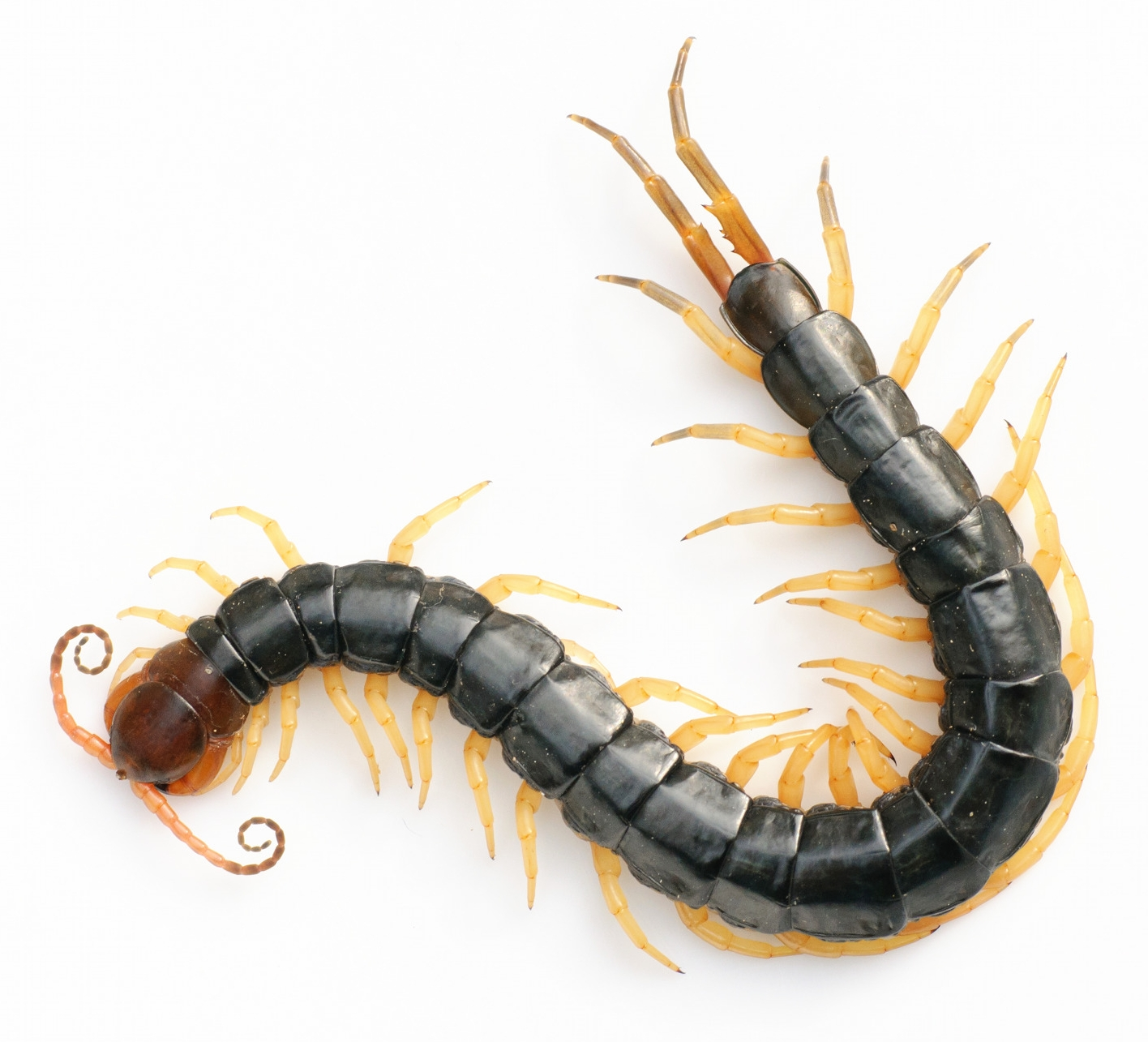
Scolopendra subspinipes mutilans

Loài này có thể được tìm thấy ở các vùng nhiệt đới và cận nhiệt đới trên khắp  Cựu thế giới. Nó cũng là một trong ba loài rết duy nhất ở Hawaii.

## Chế độ ăn và tập tính

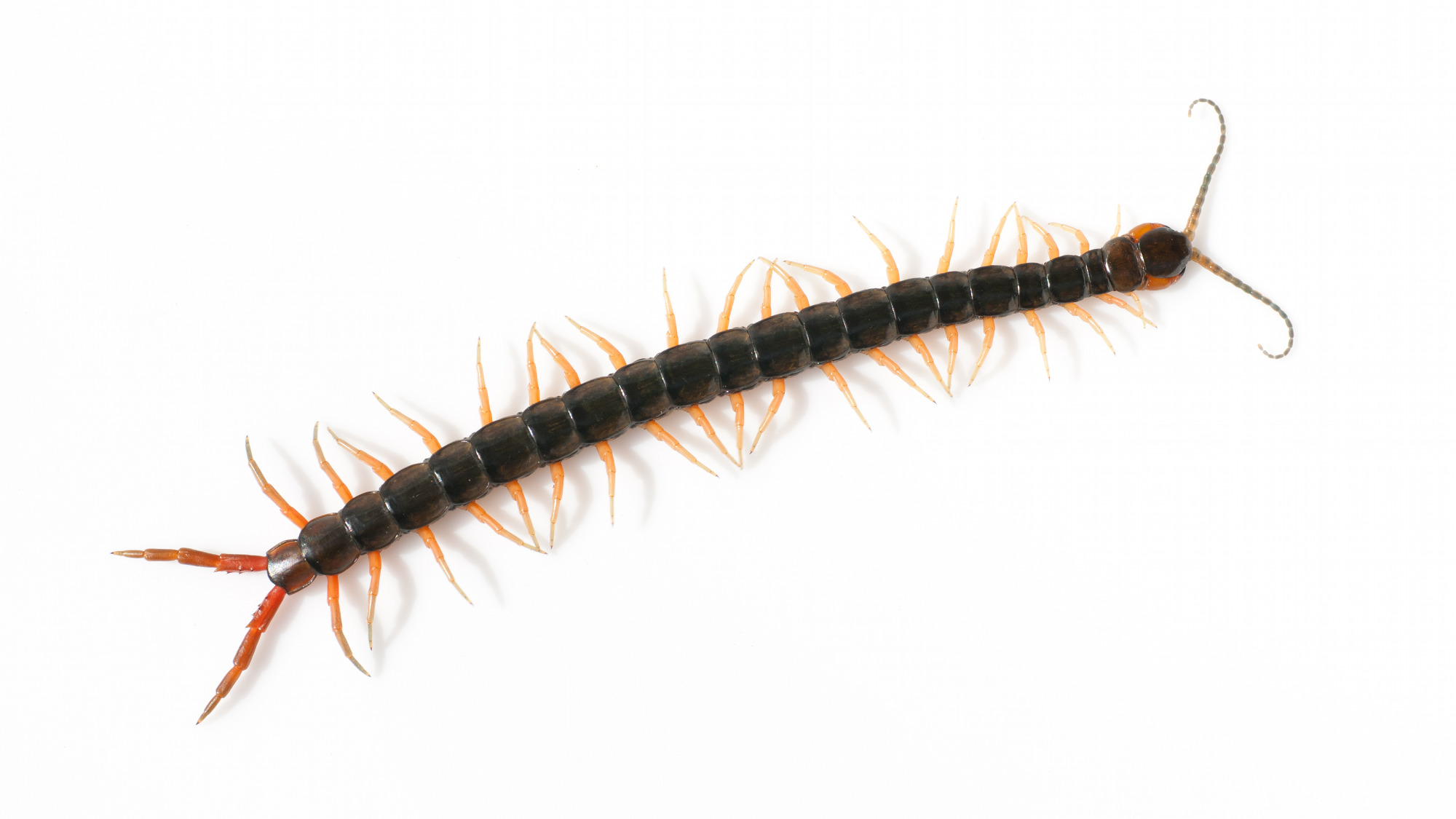
Scolopendra subspinipes japonica

Đây là loài động vật chân đốt hung dữ và dễ bị kích thích, sẵn sàng tấn công nếu bị can thiệp và nhạy cảm với các rung động xung quanh. Nó săn chủ yếu các loài hình nhện, bao gồm nhện, bọ cạp và bọ cạp roi. Tuy nhiên, nếu nó đủ lớn để chế ngự các động vật có xương sống nhỏ như chuột hoặc các loài bò sát nhỏ, nó cũng sẽ sẵn sàng tiêu thụ chúng. Nó có xu hướng cố gắng ăn hầu hết mọi động vật sống mà nó gặp phải không dài hơn chính nó. Nó tấn công con mồi bằng những chiếc chân giả cuối cùng, sau đó cong đầu nhanh chóng về phía sau để cấy hàm nọc độc sâu và chắc chắn vào con mồi. Con mồi bị giữ bởi các chân khác của rết cho đến khi nó chết vì nọc độc hoạt động nhanh. Trong một cuộc giao tranh, rết sẽ dùng toàn bộ cơ thể cuốn chặt con mồi hoặc kẻ thù bằng hai chân bám chặt vào cơ thể đối thủ. Sau đó, nó sẽ nhanh chóng xuyên qua các hạch của mình vào nạn nhân để tiêm nọc độc.

### Sinh sản
Con đực tạo ra các nang chứa các tế bào tinh trùng trưởng thành, các ống sinh tinh, được tích tụ trong một bể chứa gọi là ống sinh tinh của con cái trong quá trình giao phối. Con cái sau đó thụ tinh cho trứng, tế bào trứng chưa trưởng thành của mình và gửi chúng vào một khu vực tối, được bảo vệ. Rết cái đẻ từ 50 đến 80 quả trứng mà nó cảnh giác bảo vệ cho đến khi chúng nở và rết con lột xác một lần. Nếu phát hiện nguy hiểm, con cái sẽ quấn quanh con mình để giữ chúng an toàn. Rết non lột xác mỗi năm một lần và mất từ ba đến bốn năm để đạt kích thước trưởng thành hoàn toàn. Con trưởng thành thay vỏ mỗi năm một lần. Chúng có thể sống từ 10 năm trở lên.

## Nọc độc
Scolopendra subspinipes đã được báo cáo là nguyên nhân rõ ràng của một cái chết liên quan đến con người. Trường hợp tử vong ở Philippines, trong đó con rết cắn vào đầu một bé gái 7 tuổi. Bé gái chết sau 29 tiếng.

## Mối quan hệ với con người
S. subspinipes là một vật nuôi phổ biến trong số những người ưa thích động vật chân khớp. Nó từng là nguồn thực phẩm truyền thống của thổ dân Úc.

## Phân loài
Số lượng phân loài của S. subspinipes không rõ ràng và khác nhau giữa các tác giả. Các ký tự phân loại đã kết hợp các đặc điểm ngoại hình như màu sắc, cấu trúc da và số lượng và vị trí của các gai, tạo ra các phân loài không thể phân biệt và phân loại được. Một đánh giá năm 2012 cho thấy một phân loài trước đây, S. subspinipes cingulatoides trên thực tế là một loài riêng biệt và S. subspinipes không có phân loài hợp lệ.